# Carnarvon National Park
Park Narodowy Carnarvon (ang. Carnarvon National Park) – park narodowy położony w Australii, w stanie Queensland. Obejmuje 32-kilometrowy wąwóz – przełom rzeki Carnarvon na wschodnich stokach Wielkich Gór Wododziałowych z pionowymi skałami piaskowca osiągającymi wysokości 180 metrów i wiele mniejszych odgałęzień wąwozu. Występują tu liczne jaskinie, m.in. ze sztuką aborygeńską. W roślinności dominują widne lasy eukaliptusowe, z palmami, drzewiastymi paprociami, a w miejscach zacienionych storczykami. Wśród zwierząt żyją tu m.in.: dziobaki, kuzu, koala, niełazy i liczne gatunki kangurów.